# Epic Games Store
Epic Games Store is een online winkel die is ontwikkeld door Epic Games. In de Store kunnen consumenten computerspellen, speluitbreidingen en updates gratis of tegen betaling downloaden. De Epic Games Store verscheen op 6 december 2018.
De winkel bestaat uit een website en aparte software, waarbij de software noodzakelijk is om spellen te downloaden en te kunnen spelen. De website bevat eenvoudige functies voor het tonen van een catalogus, vriendenlijst, matchmaking en het beheer van de spelcollectie.
Na het succes van het spel Fortnite dook Epic Games in de markt voor digitale distributie van computerspellen. Volgens Epic-baas Tim Sweeney werd een middenweg gekozen van 12% die Epic neemt bij elke transactie om de winkel rendabel te houden.
In 2020 had de Epic Games Store 108 miljoen klanten, met een totaal verkoopbedrag van 700 miljoen dollar. Ruim een derde deel hiervan werd gespendeerd aan spellen van onafhankelijke ontwikkelaars.